# وين شيونغ لي
وين شيونغ لي (بالإنجليزية: Wen-Hsiung Li)‏ (من مواليد 1942) هو عالم أمريكي تايواني يعمل في مجال التطور الجزيئي وعلم الوراثة السكانية وعلم الجينوم. يعمل حالياً أستاذ في قسم جيمس واتسون لعلم البيئة والتطور في جامعة شيكاغو وباحث رئيسي في معهد علوم المعلومات ومركز أبحاث الجينوم أكاديميا سينيكا، تايوان.

## السيرة الذاتية
ولد لي في عام 1942 في تايوان وحصل على شهادة الماجستير في الجيوفيزياء في عام 1968 من الجامعة الوطنية المركزية. حصل في عام 1972 على شهادة الدكتوراه في الرياضيات التطبيقية من جامعة براون في بروفيدنس رود آيلاند. أجرى أبحاث ما بعد الدكتوراه في جامعة ويسكونسن ماديسون (علم الوراثة) من عام 1972 إلى عام 1973 وكان يعمل مع جيمس اف كرو. انتقل في عام 1973 إلى جامعة تكساس حيث تم تعيينه كأستاذ وذلك في عام 1984 ومن ثم أصبح أستاذاً في جامعة شيكاغو في عام 1998.

## المساهمات العلمية
يشتهر الأستاذ لي بدراساته حول الساعة الجزيئية (أي معدلات وأنماط تطور سلاسل الحمض النووي) وعلى أنماط ونواتج تكرار الجينات.
حصل في عام 2003 على جائز بلزان الدولية لمساهمته في علم الوراثة وعلم الأحياء النمائي وانتخب للأكاديمية الوطنية للعلوم التي أشارت إلى دوره في إنشاء الأسس النظرية لعلم الوراثة الجزيئي وعلم الوراثة التطورية كما أنه مؤلف النصوص الأولى في مجال التطور الجزيئي وأساسيات التطور الجزيئي (شارك في تأليفه دان غورور) ومؤلف لأكثر من 200 منشور تمت مراجعتها من قبل النظراء.

## مراتب الشرف
- أكاديميا سينيكا تايوان، 1998
- الأكاديمية الأمريكية للفنون والعلوم، 1999
- رئيس «جمعية البيولوجيا الجزيئية والتطور»، 2000
- الأكاديمية الوطنية للعلوم، 2003
- جائزة بلزان لعام 2003 في علم الوراثة والتطور (المركز الثالث، بعد سيول رايت (1984) وجون ماينارد سميث (1991).
- افتتاح HUGO / «جائزة تشن» للإنجاز في مجال البحوث الوراثية والجينية البشرية 2008